# Gaël Bigirimana
Gaël Bigirimana (ur. 22 października 1993 w Bużumburze) – burundyjski piłkarz angielskiego pochodzenia występujący na pozycji pomocnika w tanzańskim klubie Young Africans SC oraz w reprezentacji Burundi. W swojej karierze grał także w takich zespołach jak Coventry City, Newcastle United, Rangers, Motherwell, Hibernian, Solihull Moors i Glentoran.